# Фьюри, Эд
Эд Фьюри (англ. Ed Fury, при рождении Руперт Эдмунд Головчик ― англ. Rupert Edmund Holovchik; род. 6 июня 1928 года, Лонг-Айленд, Нью-Йорк, США ― 24 февраля 2023 года, Лос-Анджелес, Калифорния, США) ― американский бодибилдер, актёр и модель. Наиболее известен по ролям в фильмах жанра пеплум 1950-х и 1960-х годов. В начале 1970-х годов Фьюри вернулся к актёрской карьере и снимался преимущественно в эпизодических ролях в телевизионных сериалах.

## Ранняя жизнь и карьера

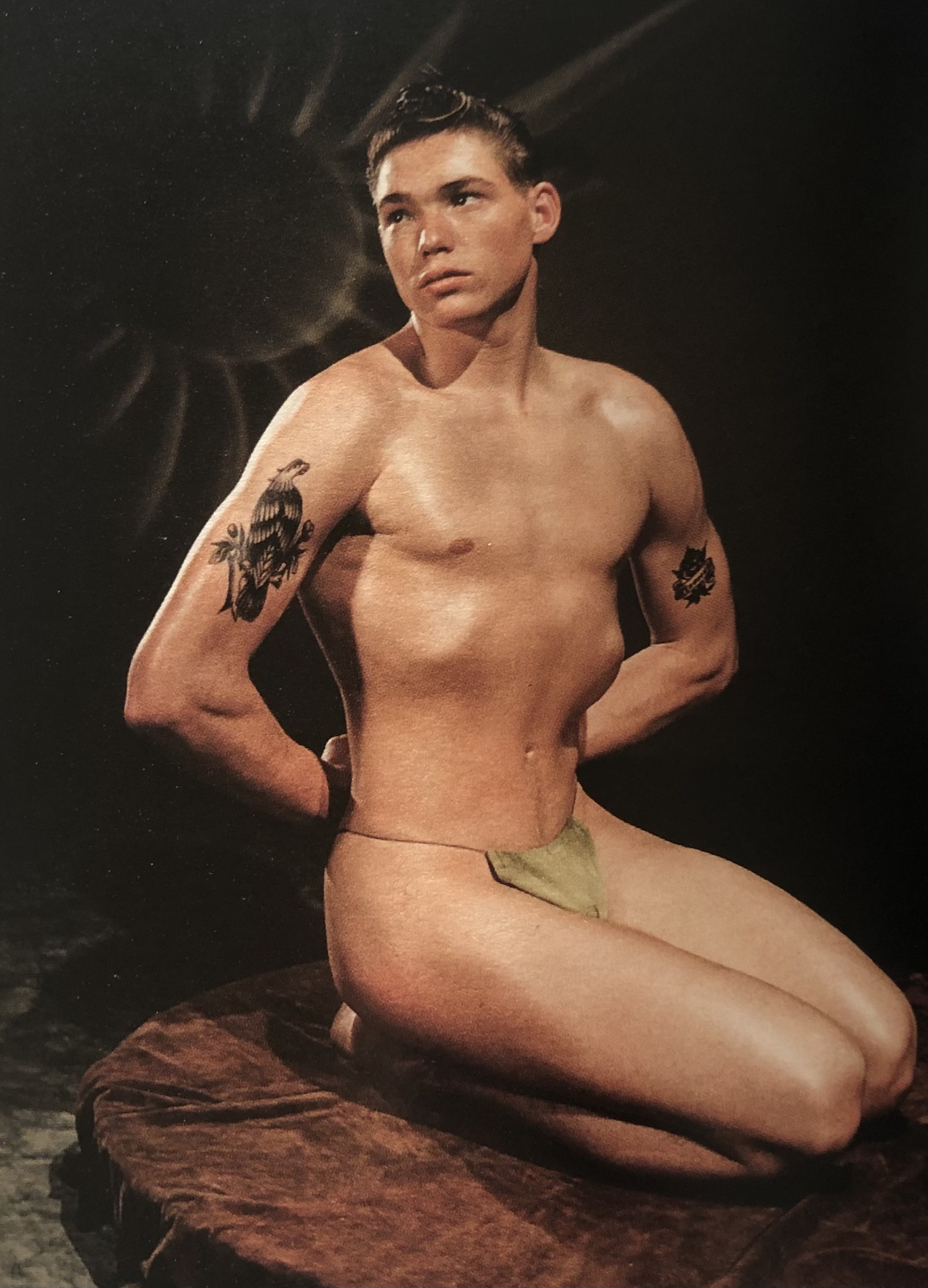
Эд Фьюри, 1950 год

Руперт Эдмунд Головчик родился 6 июня 1928 года на Лонг-Айленде, штат Нью-Йорк. Сирота, он переехал в Лос-Анджелес, Калифорния, в конце 1940-х годов и участвовал в многочисленных соревнованиях по бодибилдингу, таких как «Мистер пляжный мускул» в 1951 и 1953 годах, заняв третье и второе места соответственно. Кроме того, он работал моделью для фотографов Боба Майзера и Брюса Белласа и снял несколько роликов для студии мужской эротики Athletic Model Guild (AMG), принадлежащей Майзеру. Фьюри начал свою актёрскую карьеру как театральный актёр. Он появился в нескольких эпизодических ролях в фильмах, включая роль члена олимпийской сборной в фильме «Джентльмены предпочитают блондинок», где его нога случайно ударила звезду Джейн Расселл, и она упала в бассейн, когда он прыгнул. Этот инцидент был сохранён в финальной версии фильма. Свою первую крупную роль он получил в фильме «Дикие женщины Вонго» (1958).

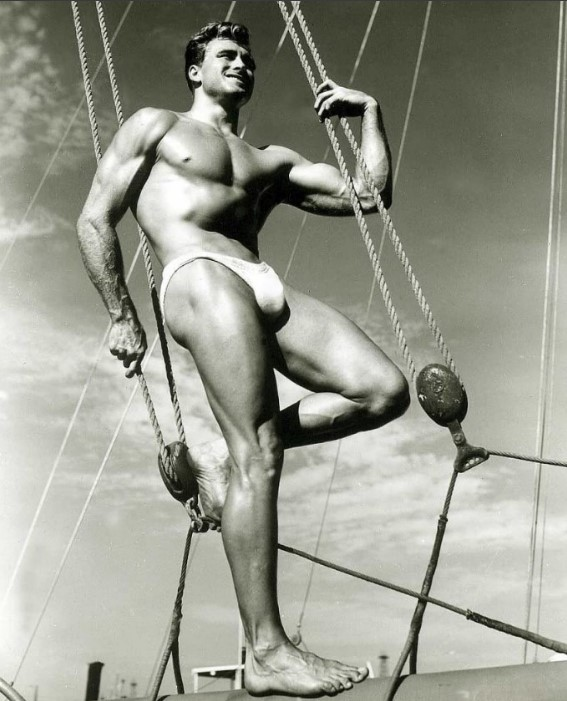
Эд Фьюри, 1954 год

В 1958 году Фьюри исполнил роль олимпийского героя в телесериале «Обнажённый город». После этого он на некоторое время остался без работы. В октябре того же года Фьюри был арестован по обвинению в краже 50 свечей зажигания из универмага Macy's и использовании их для нападения на охранника магазина, который преследовал его после выхода из магазина.
В 1960-х годах Фьюри отправился в Италию и воспользовался популярностью фильмов в жанре пеплум. Во главе с Стивом Ривзом, который снялся в фильме «Геркулес» (1958), популярность этих фильмов позволила Фьюри сыграть в таких картинах, как «Царица амазонок» (1960), «Семь проблем» (1961) и «Мацист против шейха» (1962). Он также исполнил роль Урсуса в трилогии фильмов: «Урсус» (1961), «Урсус в долине львов» (1961) и «Урсус в Огненной земле» (1963), прежде чем популярность фильмов в жанре пеплум пошла на спад.

## Последующая жизнь и смерть

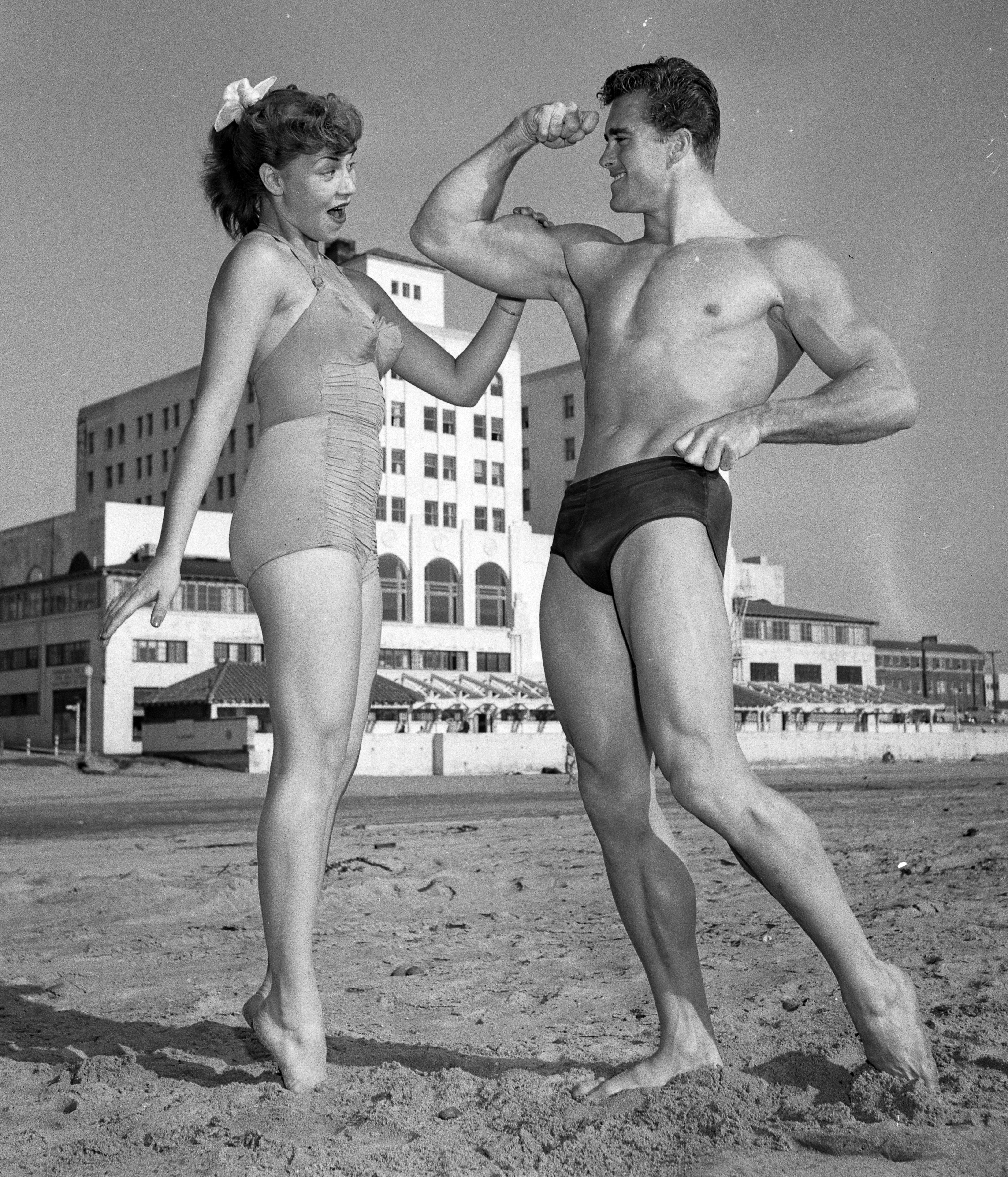
Эд Фьюри и модель Джеки Кой, 1953 год

В последующие годы Фьюри избегал внимания общественности, но несколько раз появлялся на публике. 3 сентября 2001 года Фьюри был удостоен чести на пляже в Венис Департаментом отдыха и парков города Лос-Анджелес в рамках празднования Дня труда того года. На церемонии, посвященной местным бодибилдерам, оставившим след в киноиндустрии, также присутствовали Гордон Митчелл, Марк Форест, Микки Харгитей, Брэд Харрис, Ричард Харрисон, Рег Льюис и Питер Люпус. Харгитей, Митчелл и Фьюри снова выступили вместе на фестивале «Мечи и песок», организованном Архивом кино и телевидения Калифорнийского университета в Лос-Анджелесе в июле 2003 года.
Фьюри скончался у себя дома в районе Вудленд-Хиллз в Лос-Анджелесе 24 февраля 2023 года в возрасте 94 лет. У него осталась жена Шелли.

## Избранная фильмография
- Дикая земля[англ.] (1956)[8]

- Дикие женщины Вонго[англ.] (1958)[9]
- Царица амазонок[англ.] (1960)[10]
- Урсус[англ.] (1961)[11]
- Семь проблем[англ.] (1961)[12]
- Урсус в долине львов[англ.] (1961)[13]
- Мацист против шейха[англ.] (1962)[14]
- Урсус в Огненной земле[англ.] (1963)[15]